# Upstate Gospel
Upstate Gospel, även kallat Upstate Gospel Sessions, är ett studioalbum av Nicolai Dunger, utgivet 21 maj 2014 på skivbolaget Metronome. Albumet utgavs på vinyl, download och stream.

## Bakgrund och inspelning
Skivan spelades in redan 2007. Dungers mor hade nyligen avlidit och i musiken bearbetar Dunger denna händelse:
| ”                | Livet var i kaos efter min mammas plötsliga bortgång, jag hade lämnat allt bakom mig, alla. Först i Chicago o sedan Brooklyn låg Gospel närmast och jag sjöng mig genom sorgen och tumultet när jag for Upstate New York med ett par magiska personer. | „ |
| – Nicolai Dunger | |   |

Albumet spelades in i två omgångar. Den första sessionen ägde rum i The Clubhouse i Upstate New York, USA och under denna medverkade Sean Mackowiak och Jeff Mercel från Mercury Rev, Dunger på sång och gitarr, Collen Burke på bas, Garth Hudson på orgel och dragspel, Jim White på trummor och Dylan Willemsa på violin. Ytterligare inspelningar gjordes i Sverige och på dessa medverkar Reine Fiske, Markus Krunegård, Thomas Zidén och Goran Kajfes. Trots titeln är albumet inte ett gospelalbum i traditionell mening utan påminner mer om Dungers tidigare folkalbum Tranquil Isolation (2002).
| ”                                       | Situationen var fantastisk, vi spelade in tillsammans i samma rum och mixade på natten. Garth tog sin tid innan han dök upp, men hans orgelspel var värt all väntan i världen. Han skapade en slags flod av klanger som min sång kunde vila i, en närmast mystisk dimension av ljud. Allt gjorde ont, men smärtan förvandlade mig genom en massa oförutsedda sammanträffanden. | „ |
| – Nicolai Dunger om inspelningen i USA. | |   |

## Låtlista
Alla låtar är skrivna av Nicolai Dunger.
1. "Oak Tree" – 3:45
2. "I'm Here" – 3:18
3. "Other Side" – 3:13
4. "It's for You (Everytime I Sing)" – 3:03
5. "In Your Backyard" – 2:14
6. "Gods Wating Room" – 3:42
7. "Wait for Jam (Da Ta)" – 5:12
8. "Come on Baby Now" – 4:17
9. "Mary and Jane" – 3:58
10. "Tribute to Django Reinhardt" – 2:35
11. "More Django" – 1:34
12. "Under a Warning Sign" – 4:28
13. "This Work" – 6:13

## Medverkande
- Collen Burke – bas
- Nicolai Dunger – sång, gitarr
- Reine Fiske
- Garth Hudson – orgel, dragspel
- Goran Kajfes
- Markus Krunegård
- Sean Mackowiak
- Jeff Mercel
- Jim White – trummor
- Dylan Willemsa – violin
- Thomas Zidén

## Mottagande
Albumet har medelbetyget 3,6 av 5 på Kritiker.se, baserat på fem recensioner.
Jan Gradvall recenserade skivan för Dagens Industri (DI Weekend) och gav den betyget 4/5. Han avslutade sin recension: "Varför albumet förblivit outgivet i sju år framgår inte, förmodligen för att det juridiska varit oklart med de amerikanska musikerna. När man lyssnar skulle man lika gärna kunna tro att albumet är 27 eller 37 eller 47 år gammalt. Tiden betyder ingenting." I Gaffa recenserades albumet av Björn Schagerström som gav det 4/6 i betyg. Han konstaterade att skivan inte innehåller något "direkt överlödigt" och fortsatte: "Men det handlar inte om en av de starkast gnistrande juvelerna i Dungers dignande musikaliska skattkammare. Låtlistan spretar helt enkelt lite för mycket för det." Ikon 1931:s Björn Bengtsson gav betyget 3/5. Han kallade albumet för "starkt, sorgligt och högintressant" och jämförde i vissa låtar Dunger med Van Morrison. I Värmlands Folkblad skrev Björn Stefanson: "Sångerna på nya albumet har tillkommit efter att Dungers mamma gått bort, kanske är det därför som de ibland känns extra smärtsamma." Han kallade albumet för "konsekvent iscensatt" och avslutade: "Imponerande, men möjligen inte musik för alla."
Nya Wermlands-Tidningen gav betyget 3/5.